# Halictus gruenwaldti
Halictus gruenwaldti is een vliesvleugelig insect uit de familie Halictidae. De wetenschappelijke naam van de soort is voor het eerst geldig gepubliceerd in 1975 door Ebmer.